# Zoran Kesić
Zoran Kesić (ur. 26 lipca 1976 w Belgradzie) – serbski prezenter telewizyjny, dziennikarz i autor popularnych, humorystycznych emisji Poważne wiadomości, Dezinformator, Fajront republika i 24 minuty z Zoranem Kesićiem, która jest emitowana od 2013 roku w telewizji O2 (do 11 września 2017. telewizja B92).

## Biografia
Karierę rozpoczął w wieku 19 lat w programie telewizyjnym Studio B, gdzie pracował jako reporter terenowy. Po kilku latach dostaje możliwość stworzenia swojego pierwszego show telewizyjnego Poważne wiadomości, który później zmienia się w audycję Dezinformator. Program współtworzy z Igorem Bugarskim, wydając szereg satyrycznych skeczy na temat aktualnych politycznych wydarzeń.
Przejściem do telewizji Foks (albo TV Pierwsza, jak się teraz nazywa) i inauguracją programu Fajront republika, emitowanej na żywo w kabaretowej formie, popularność Zorana Kesićia znacznie się zwiększa. W tym programie jako goście uczestniczyły liczne, znane osobowości z domowej  i z zagranicznej sceny.
Od jesieni 2013 roku Zoran wraca na ekrany telewizyjne ze swoją, nową, humorystyczną emisją 24 minuty z Zoranem Kesićiem w odświeżonym wydaniu.
Zdobywca nagrody Stanislava Staszy Marinkovića za 2015 rok.